# حبیب حسن توما
حبیب حسن توما (۱۲ دسامبر ۱۳۹۴ – ۱۹۹۸) آهنگساز و موسیقی‌شناس قومی فلسطینی بود. او چندین کتاب و مقاله در مورد موسیقی عربی نوشت. او همچنین ویراستار یک مجموعهٔ نقد کتاب برای موسسهٔ بین‌المللی موسیقی سنتی در برلین آلمان بود.